# Eidgenössische Nachrichten
Die Eidgenössischen Nachrichten waren eine von 1798 bis 1799 in Bern erscheinende Wochenzeitschrift.
Angesichts einer für Bern durch die französische Bedrohung kritischen Lage beauftragte die Stadtregierung den Buchhändler und Publizisten Johann Georg Heinzmann mit der Herausgabe einer Wochenzeitung als offiziösen Organs der Berner Regierung mit dem Zweck der Förderung von Staatstreue, vaterländischer Gesinnung und der Entflammung von Kampfgeist. Die Zeitung wurde subventioniert und konnte portofrei bezogen werden. Die erste Nummer erschien am 6. Januar 1798. Die Zeitung brachte Nachrichten von den Kriegsvorbereitungen im Bistum Basel, von der beabsichtigten Verfassungsänderung nach Einberufung der Landesausschüsse am 3. Februar 1798 und berichtete von den Verhandlungen mit Frankreich, alles in regierungsergebenstem Ton.
Am 5. März 1798 wurden die Berner in der Schlacht am Grauholz geschlagen, französische Truppen rückten in der Stadt ein, und die Helvetische Republik wurde errichtet. In der folgenden Nummer vom 17. März zeigten die Eidgenössischen Nachrichten, die nun mit den Schlagwörtern «Freiheit», «Gleichheit» und «Rechtschaffenheit» (statt «Brüderlichkeit») im Titel erschienen, dann eine völlig veränderte Haltung. Die Kriegsanstrengungen Berns wurden als vermessen bezeichnet und die Franzosen als Instrument in den Händen des Höchsten apostrophiert.
Trotz der betont franzosen- und revolutionsfreundlichen Tendenz hatte die Zeitung keine grosse Zukunft. Mit Ausgabe vom 5. Juni 1798 änderte sie ihren Namen in Neue Berner Zeitung und am 3. Oktober in Berner Zeitung. Die letzte Ausgabe erschien am 30. März 1799. Heinzmann veröffentlichte die Ausgaben dann noch unter dem Titel Republikanischer Weltbeobachter in Buchform.

## Ausgaben
- Eidgenössische Nachrichten oder merkwürdige Ereignisse in dem merkwürdigen Zeitpunkt der Revolution. 20 Nummern. Typographische Societät, Bern 1798, ZDB-ID 1246857-5.
- ab Juni 1798: Neue Berner Zeitung.
- ab Oktober 1798: Berner Zeitung, am 30. März 1799 eingestellt.
- als Buch: Republikanischer Weltbeobachter : Neue Berner-Zeitung : 5. Brachmonat 1798 – 30. März 1799.